# Atheense Burgeroorlog
De Atheense Burgeroorlog (404 – 403 v.Chr.) was de burgeroorlog die voortkwam uit de oligarchie die de Spartanen hadden ingesteld in Athene (zie Dertig Tirannen) en zorgde ervoor dat in Athene de democratie weer werd ingevoerd.

## Achtergrond
Na de overgave van Athene in de Peloponnesische Oorlog stelden de Spartanen een oligarchie in in Athene. Deze stond onder leiding van de Dertig Tirannen. Deze hadden te weinig geld en dit zorgde ervoor dat ze Atheners met welke politieke visie dan ook vervolgden om hun geld te kunnen krijgen. Veel Atheners vluchtten naar Boeotië en Korinthe, die hen asiel aanboden om Sparta te tarten.

## De veldtocht

Kaart die Phyle toont tijdens de Atheense Burgeroorlog.

Zowel uit eerbied voor Sparta als wegens hun geldproblemen hadden de Dertig Tirannen bij Athenes grenzen geen garnizoenen geplaatst. Dit liet een groep Atheense ballingen toe om het fort van Phyle te veroveren in 404/403 voor Christus. De leider van de ballingen, met in het begin enkel 70 volgelingen, was Thrasybulus, die de reputatie van een gematigde democraat had en dus een ideale figuur was om alle democratische tegenstanders van de Dertig te verenigen. Er werd een leger van Spartanen en Atheense cavalerie gezonden naar Phyle, maar werd verslagen door twee verrassingsaanvallen door Thrasybulus in de Slag bij Phyle. Toen marcheerde Thrasybulus op naar Piraeus en versloeg het leger dat de Dertig Tirannen tegen hem hadden gestuurd in de Slag bij Munychia.
Sparta antwoordde eerst door Lysander met een leger huurlingen te sturen. Zijn bedoeling was duidelijk om de Dertig terug aan de macht te brengen. Sparta zond echter al zeer snel koning Pausanias met een lichting Peloponnesiërs. Pausanias versloeg de democraten in de slag bij Piraeus. Hij begon echter te onderhandelen en accepteerde de installatie van de democratie, niettegenstaande dat hij stond op de afscheiding van Eleusis als een veilige plaats voor de oligarchen.

## Gevolgen
Lysanders aanhangers in Sparta waren furieus en sleepten samen met koning Agis Pausanias voor het gerecht tegen het einde van 403 voor Christus. De exacte beschuldiging is onzeker maar de essentie was waarschijnlijk dat hij te mild was geweest voor Athene. Vijftien leden van de Gerousia, waaronder Agis, zeiden dat hij schuldig was en 14 zeiden dat hij onschuldig was. Alle 5 de eforen vonden echter dat hij niet schuldig was en daarom werd hij niet terechtgesteld.